# Kerk San Michele in Foro
De kerk San Michele in Foro is een kerk gelegen aan de Piazza San Michele in Pisaans-romaanse stijl in Lucca in Italië op de plaats waar vroeger het Romeinse forum was gesitueerd.
Ze staat vooral bekend om de rijkbewerkte façade of voorgevel.
Het gebouw beschikt over verschillende soorten en kleuren marmer die gebruikt zijn in onder meer de façade. Mede door het gebruik van marmer aan de buitenkant en de voorgevel wordt deze kerk door veel Toscanen beschouwd als een van de mooiste kerken van de regio Toscane.
In 1070 is men, in opdracht van Paus Alexander II - die vier jaar bisschop van Lucca was, met de bouw begonnen. Deze werd echter nooit voltooid: doordat er te veel geld aan de gevel van de kerk was besteed, bleef er voor de rest van de kerk niet veel meer over.

## Exterieur
De kerk heeft kleine loggia's, zuilengangen en gedraaide zuilen op de gevel.
Boven een rij van zeven blinde bogen verheffen zich vier dwerggalerijen, twee over de hele breedte van de gevel, de twee bovenste alleen over het middenstuk. De zones boven de bogen zijn versierd met dier- en bladmotieven van ingelegd marmer.
Er zijn hoofdjes boven de zuiltjes. Sommige hoofden, zoals die van Garibaldi en Cavour, zijn toegevoegd tijdens een restauratie in de 19e eeuw.
Bovenop staat een beeld van de aartsengel Michaël.

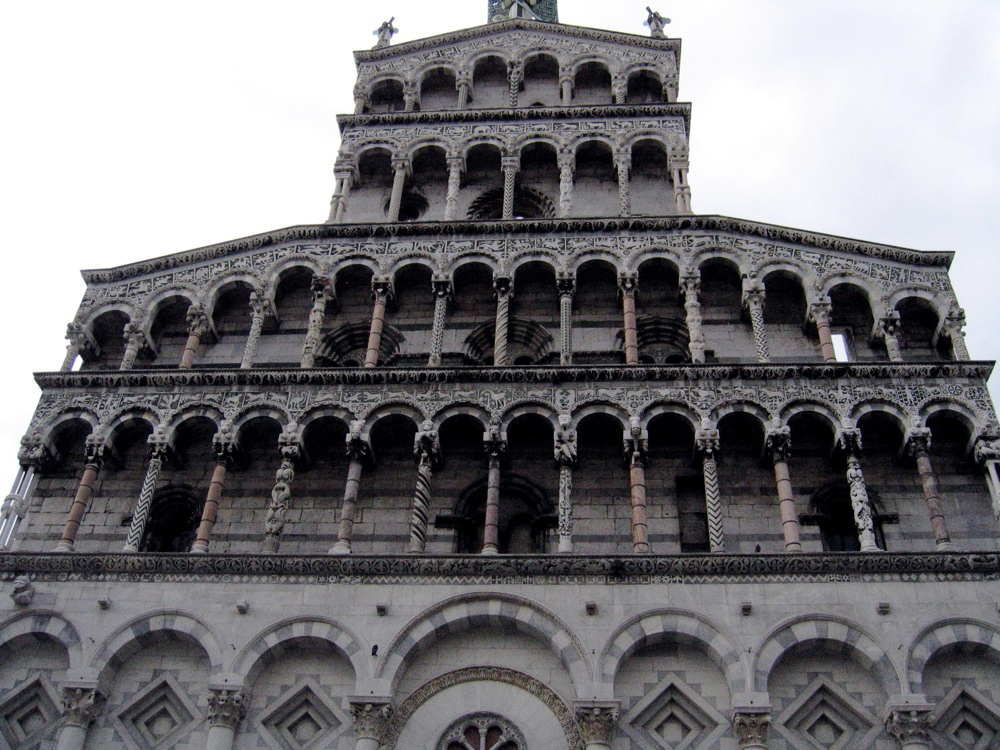
Façade of voorgevel
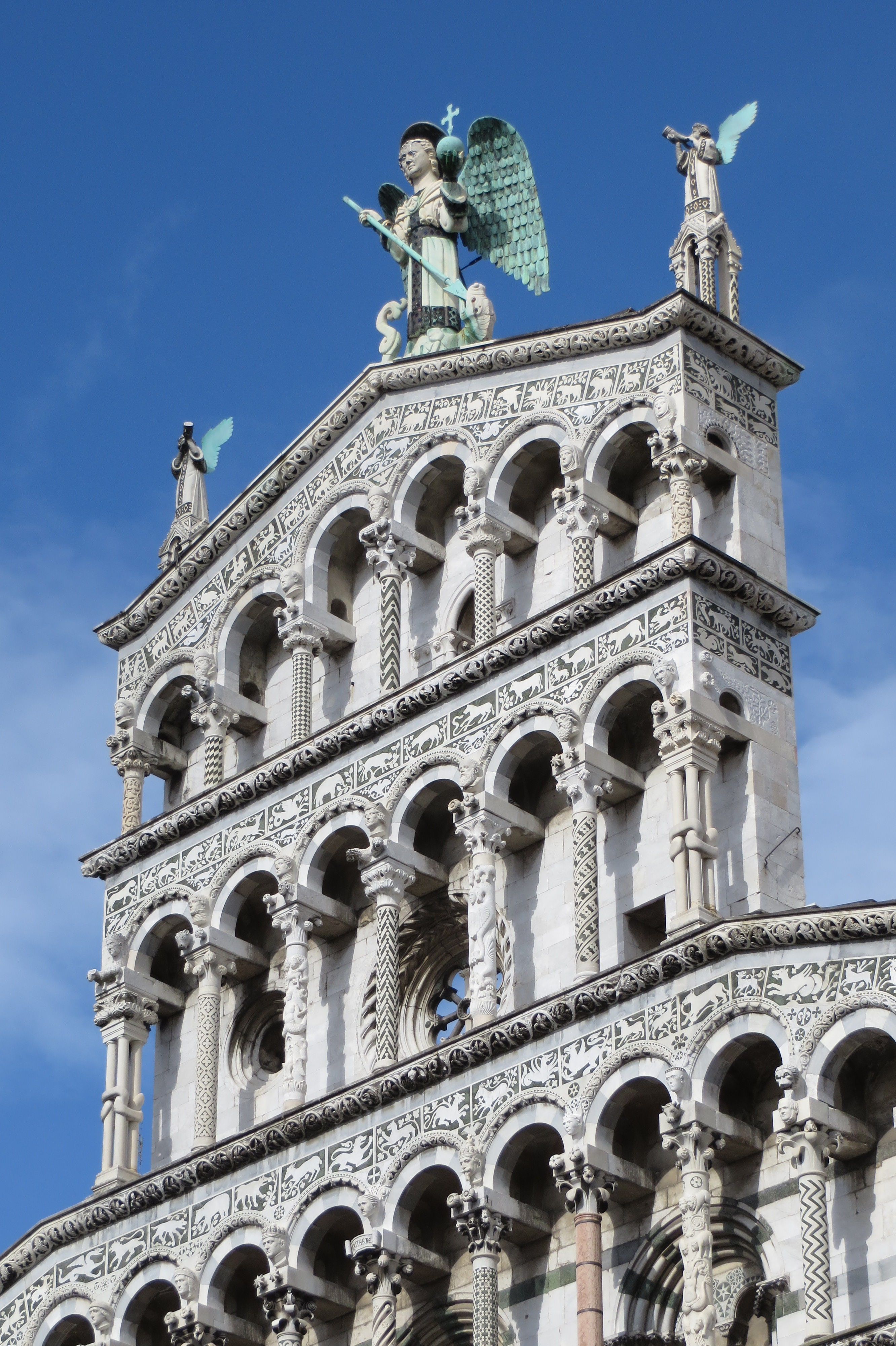
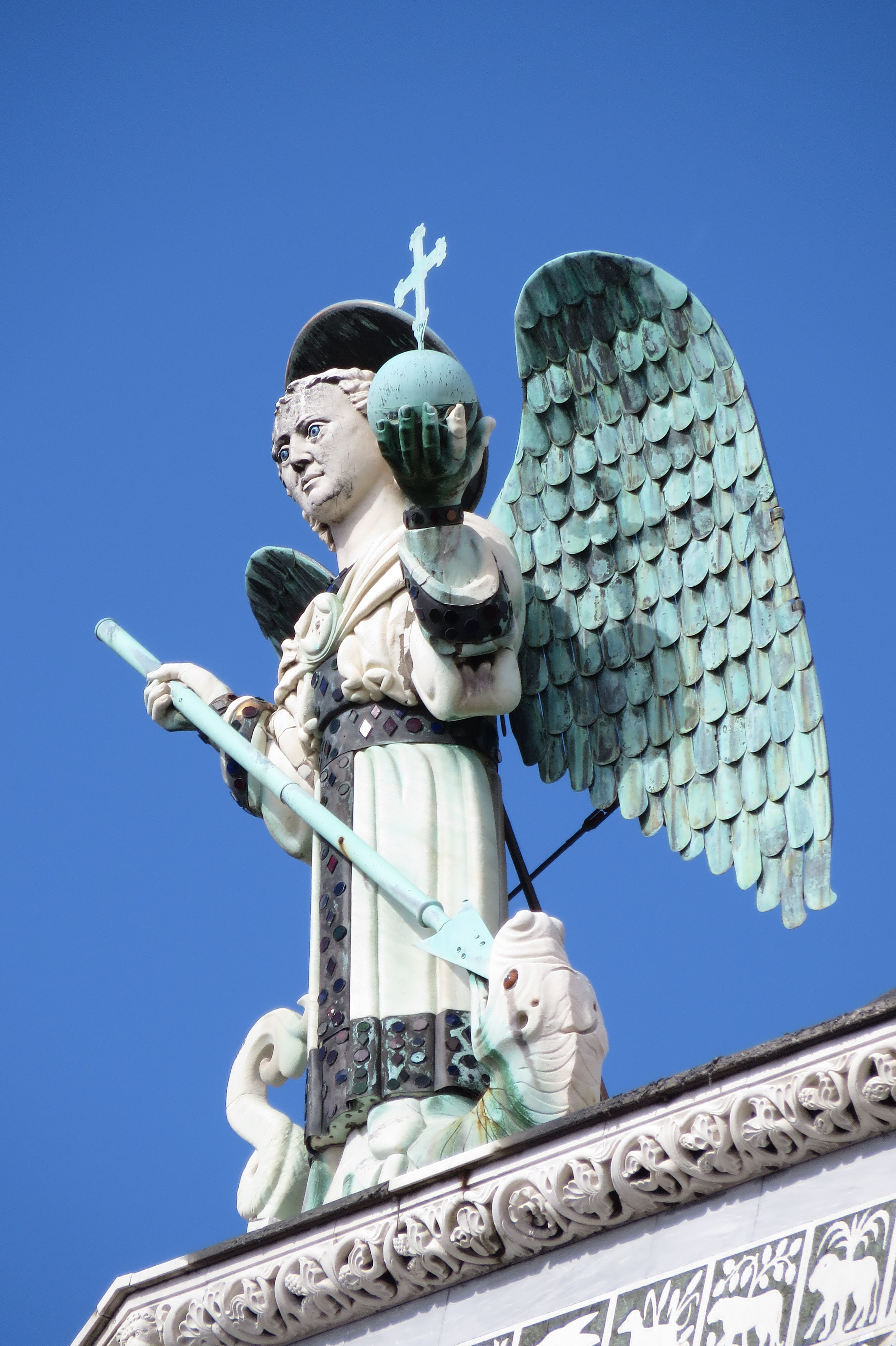
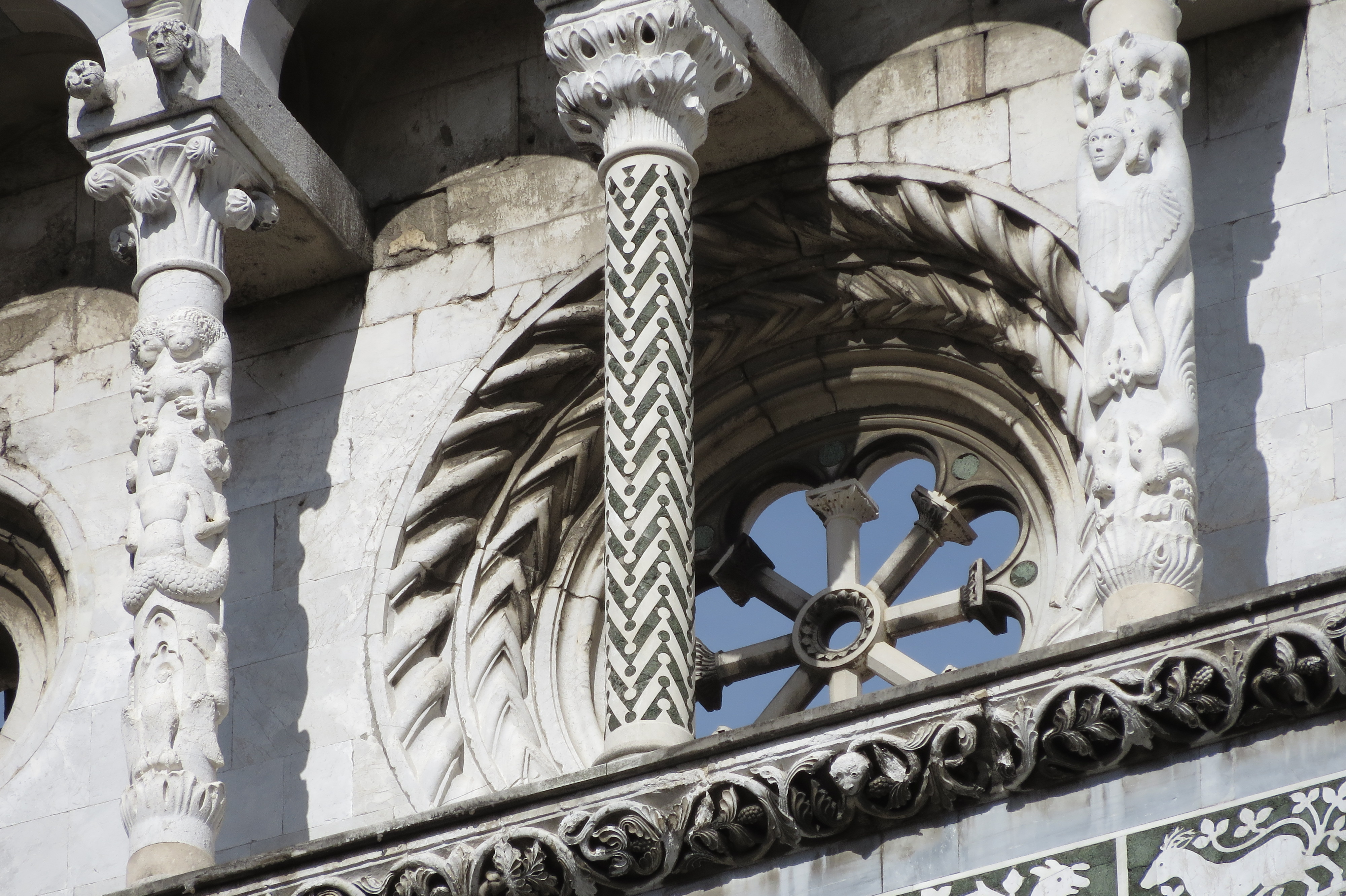
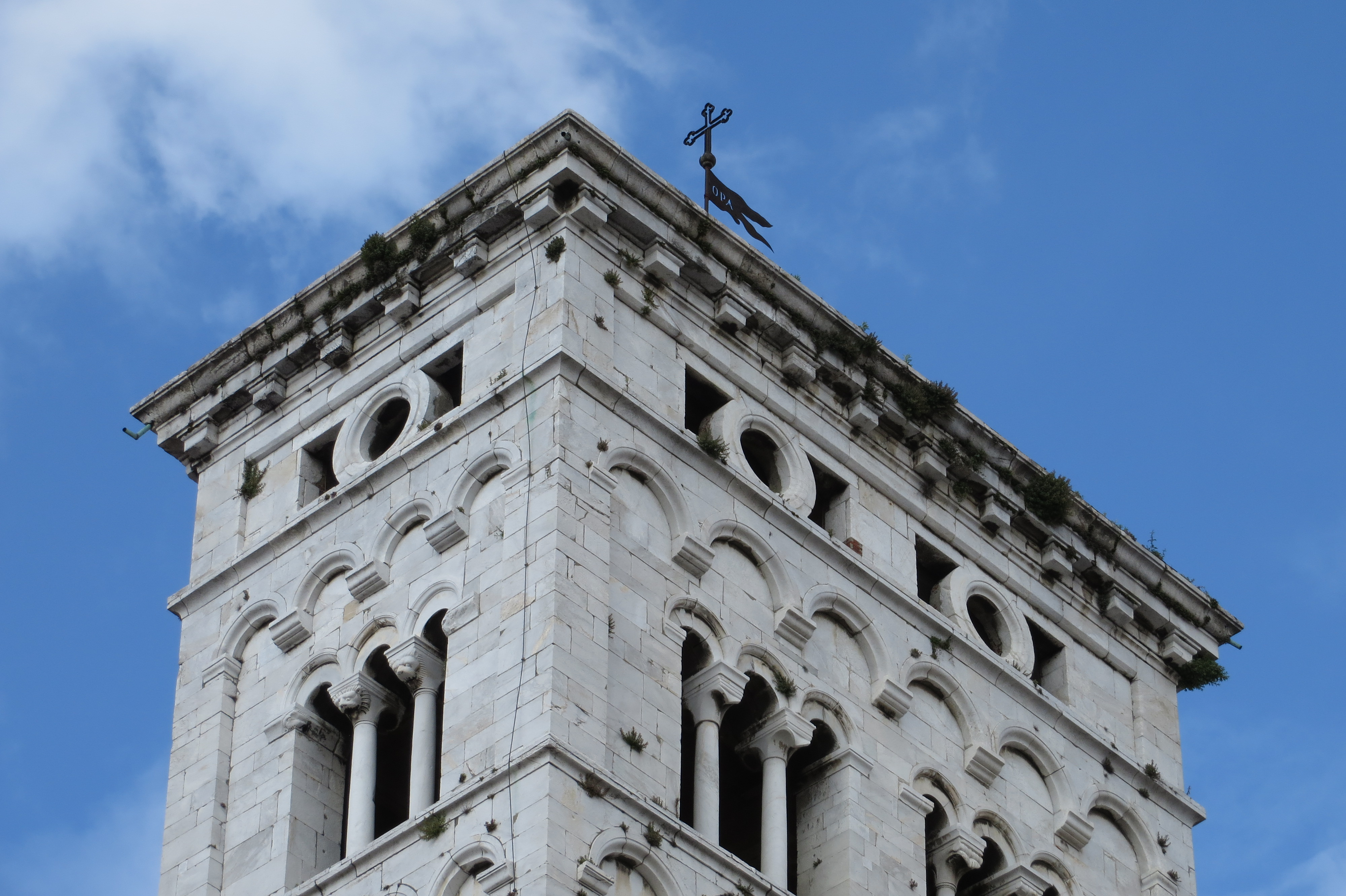
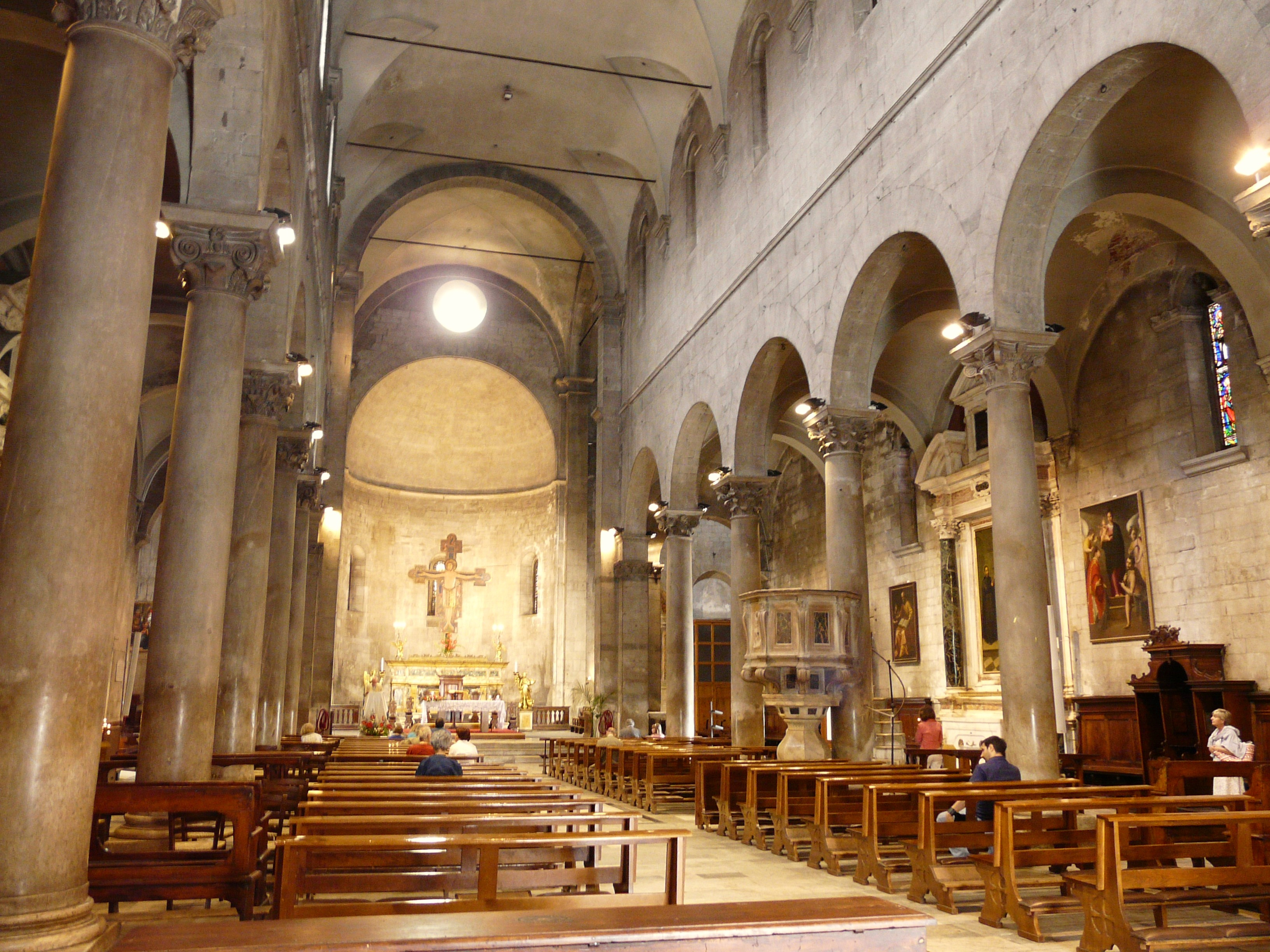
Interieur

## Interieur
Het interieur is in sobere Romaanse stijl. Er is een triomfboog in het schip. Boven het altaar is een wit terracottaschilderij van een Madonna met kind van Andrea della Robbia. Ook is er een houten beschilderd kruis uit de 12e eeuw.
In de rechterkruisbeuk hangt een schilderij van Filippino Lippi met een afbeelding van de heiligen Rochus, Sebastiaan en Hiëronymus met de heilige Helena.